# Ion Rîmaru
Ion Rîmaru (sau în scrierea curentă, Râmaru; n. 12 octombrie 1946, Corabia, România – d. 23 octombrie 1971, Jilava, Ilfov, Republica Socialistă România) a fost un criminal în serie român condamnat la moarte și executat. El a terorizat Bucureștiul în perioada anilor 1970-1971, când era student, comițând patru omoruri, mai multe violuri și tentative de omor.
În anul 1971, patru femei au fost omorâte de un individ rămas necunoscut decenii întregi.
Autorul acestor crime a fost identificat câteva decenii mai târziu de criminalistul Constantin Turai ca fiind Florea Rîmaru, tatăl lui Ion Rîmaru. Conform unei versiuni apărute în presă, acesta ar fi fost asasinat în 1972 de Securitate, la un an de la execuția fiului său, fiind aruncat dintr-un tren.
Jurnalistul Dan Odagiu a publicat, în 29 octombrie 1995, un reportaj din comuna natală a lui Ion Rîmaru. El a constatat că toți care purtau acest nume și l-au schimbat, pentru că românii erau oripilați când îl auzeau. De asemenea, jurnalistul a susținut că în localitatea Izbiceni, de pe malul Oltului, unde se născuse și trăise o perioadă Rîmaru, s-ar fi înregistrat mai multe crime oribile, comise de bărbați care mutilau și apoi omorau femei, de regulă soțiile lor.

## Controverse
După ce a fost prins, Ion Rîmaru a spus că nu el este autorul crimelor și, că de fapt, tatăl lui, Florea Rîmaru, a fost cel responsabil. Tatăl lui a omorât patru femei sau mai multe între anii 1944–1945, după un mod de operare asemănător cu cel al lui Ion.
După uciderea Alexandrei Măceșanu și a Luizei Melencu, jurnalistul România TV Ovidiu Zară a publicat informația că Gheorghe Dincă, principalul suspect, ar fi rudă cu Ion Rîmaru, dat fiind că familia acestuia și-a schimbat numele în Dincă după crime. Fratele lui Ion Rîmaru, Telu Rîmaru, a negat informația și a declarat că îl va acționa în judecată pe Zară.